# Afrikaanse vink
De Afrikaanse vink (Fringilla spodiogenys) is een zangvogel uit de vinkenfamilie, Fringillidae. De soort werd in 1841 door Charles Lucien Bonaparte geldig beschreven, maar daarna beschouwd als een ondersoort van de gewone vink, Fringilla coelebs. Volgens in 2021 gepubliceerd onderzoek is de status als soort verdedigbaar.

## Kenmerken
De vogel is 14 tot 18 cm lang en lijkt sterk op de gewone vink. Het mannetje heeft een olijfgroene mantel met een zweem van blauw en een geheel grijsblauwe kop. De borst en buik zijn licht rood. Het vrouwtje is van boven donker grijsbruin en van onder lichter grijs met een vleugelstreep.

### Verspreidingsgebied
Er zijn drie regionale ondersoorten:
- F. s. africana: Marocco tot noordwestelijk Tunesië
- F. s. harterti: noordoostelijk Libië.
- F. s.. spodiogenys:	Noord- en Oost-Tunesië en Noordwest-Libië.

Door BirdLife International wordt dit taxon als ondersoort beschouwd, daarom heeft de soort geen eigen vermelding op de Rode Lijst van de IUCN.